# Rio Hàn
O rio Han (Hàn giang; 汗江) é um rio localizado na região da Costa do Centro-Sul do Vietnã. Nasce na província de Quang Nam e deságua no mar da China Meridional em Da Nang. O porto de Da Nang, uma importante base naval da Marinha dos Estados Unidos durante a Guerra do Vietnã, está localizado  na sua foz, ao pé da montanha Son Tra.

## Ver também

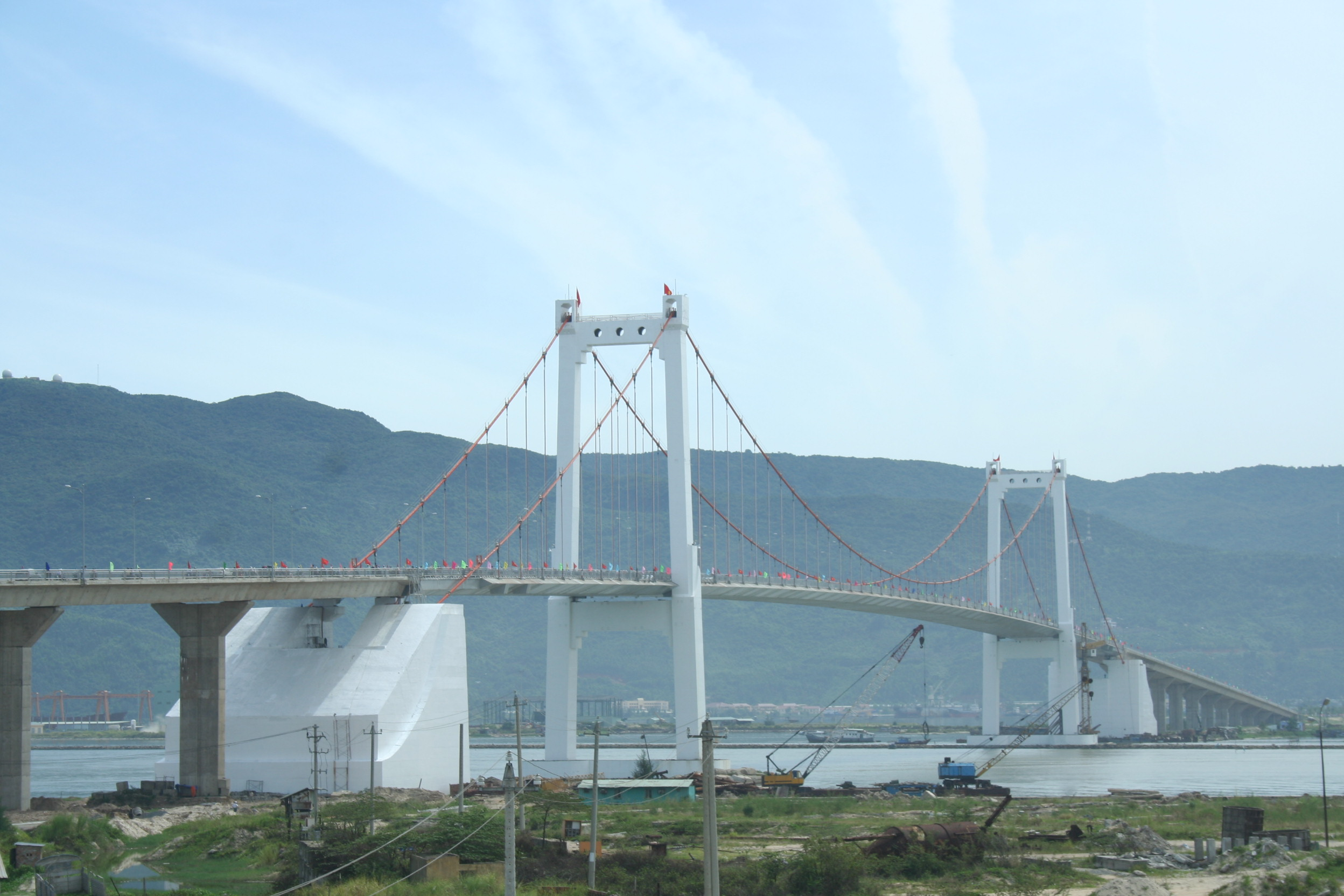
Ponte Thuan Phuoc.
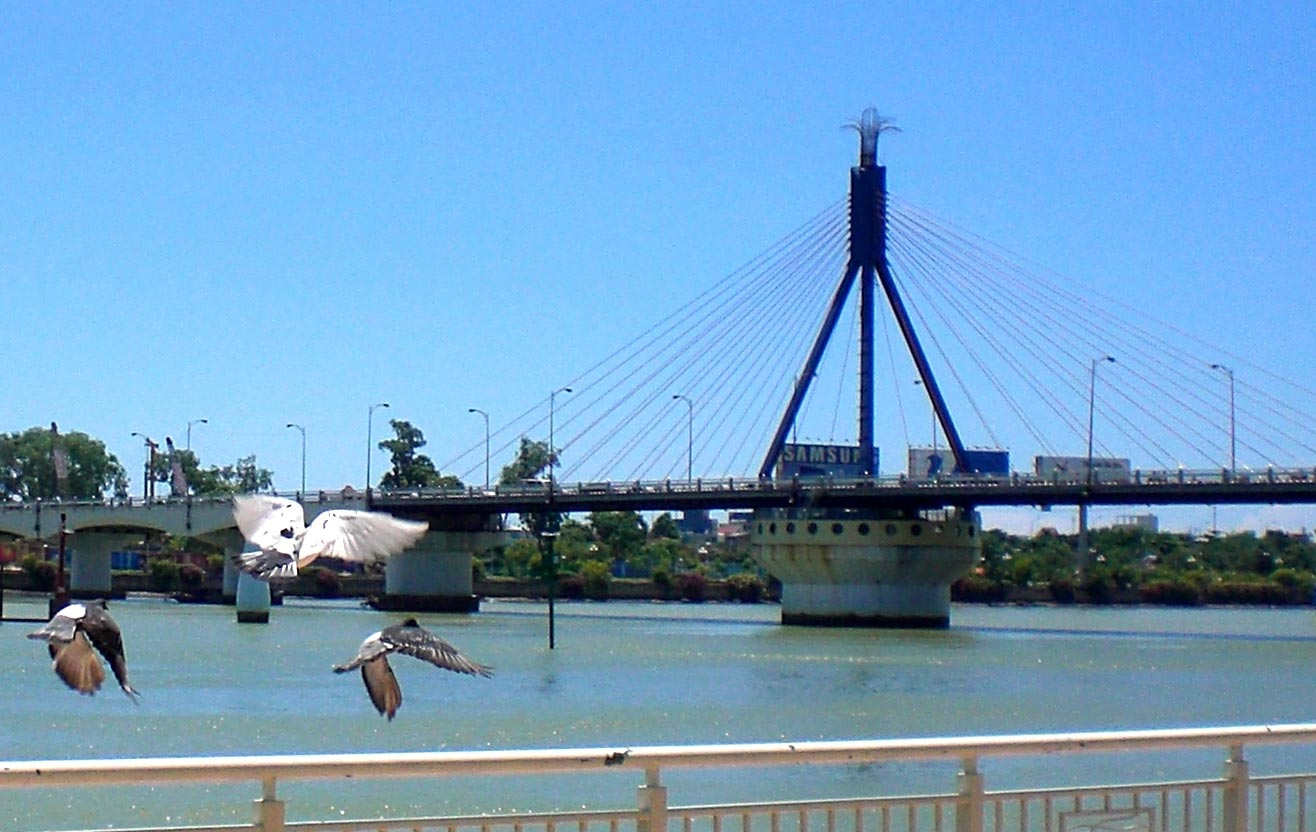
Ponte do Rio Han.
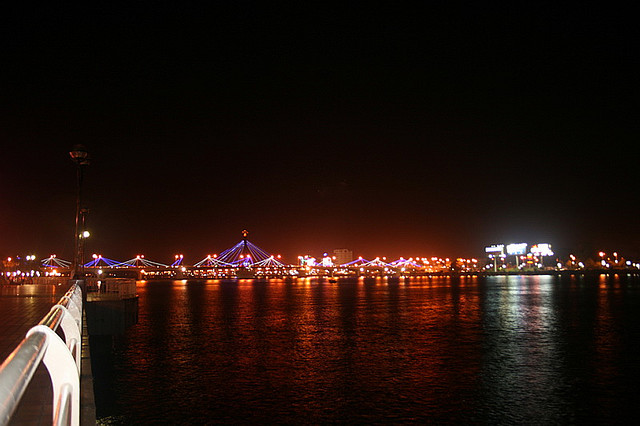
Rio Han à noite.
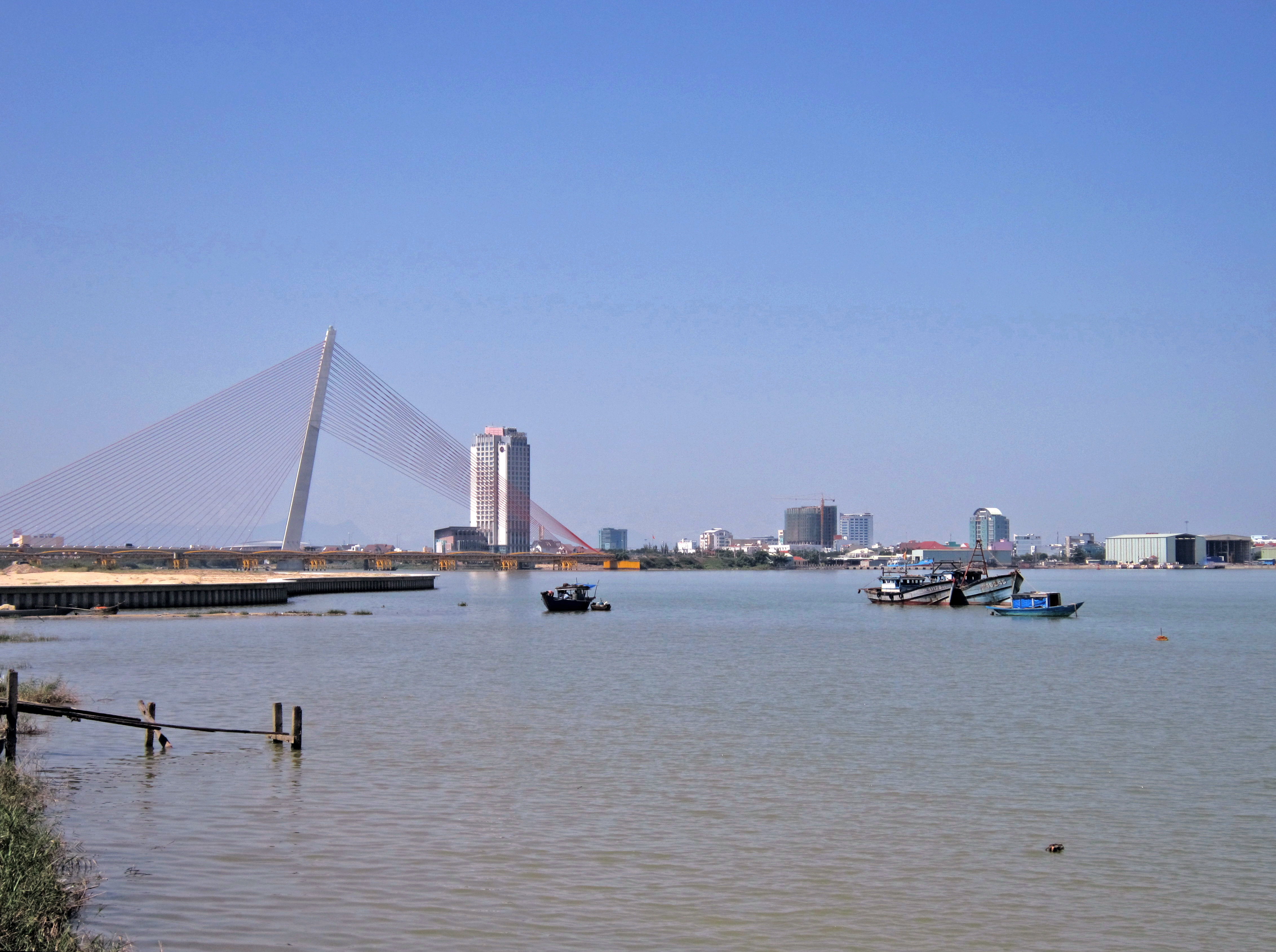
Rio Han; à esquerda está a ponte Nguyen Thi Ly.